# Henry Lindblad

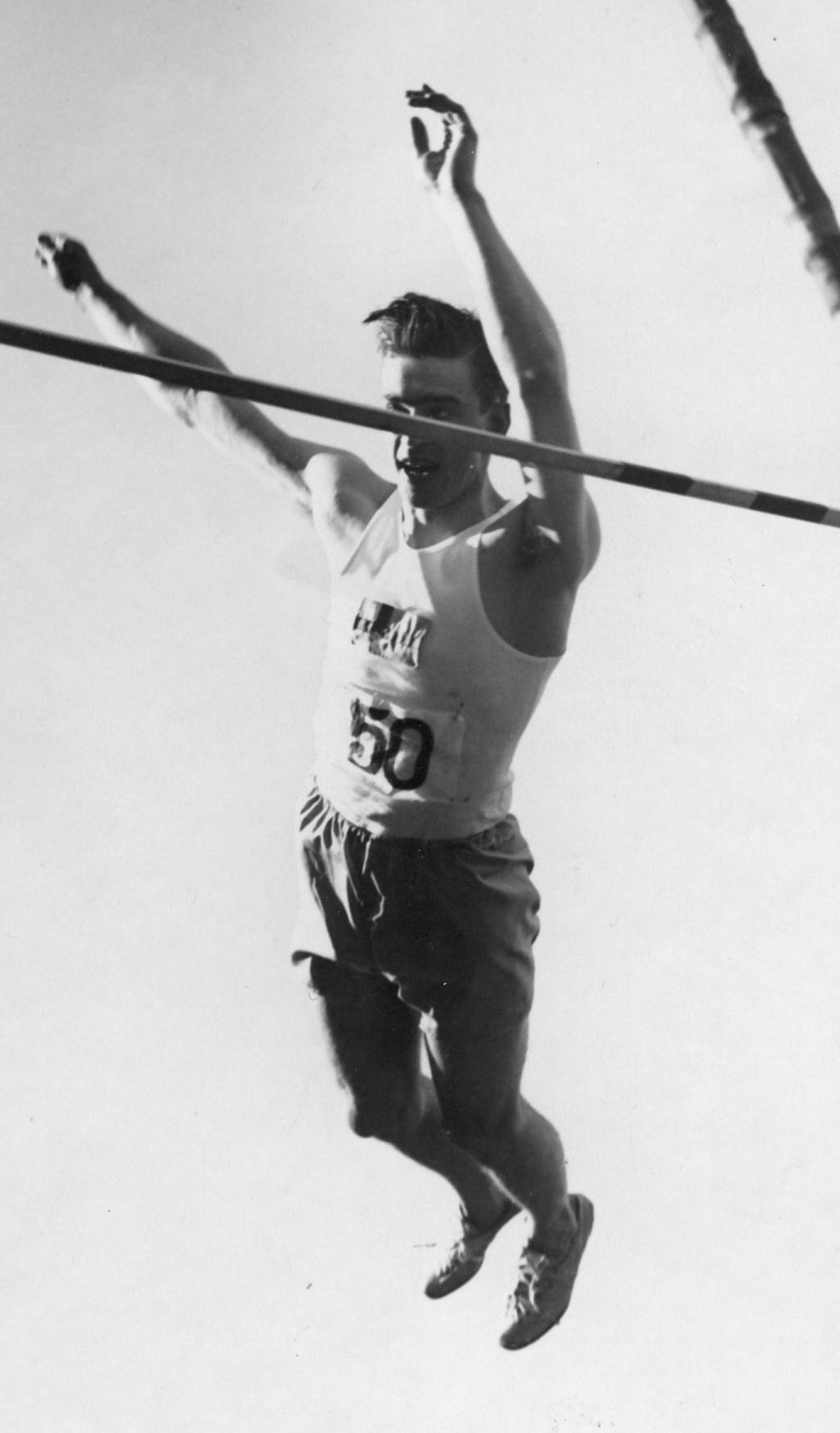
Henry Lindblad in den 1920ern

Henry Lindblad (Bror Henry Lindblad; * 25. Februar 1906 in Katrineholm; † 28. September 1946 in Borås) war ein schwedischer Stabhochspringer und Zehnkämpfer.
Bei den Olympischen Spielen 1928 in Amsterdam wurde er Siebter im Stabhochsprung und Neunter im Zehnkampf.
1934 wurde er bei den Leichtathletik-Europameisterschaften in Turin Siebter im Stabhochsprung.
Im Stabhochsprung wurde er siebenmal Schwedischer Meister (1925, 1928, 1930, 1931, 1933, 1936, 1937) und dreimal Englischer Meister (1927, 1930, 1931).

## Persönliche Bestleistungen
- Stabhochsprung: 4,13 m, 29. August 1931, Stockholm
- Zehnkampf: 7071,425 Punkte, 4. August 1928, Amsterdam